# Eupoecilia ingens
Eupoecilia ingens is een vlinder uit de familie van de bladrollers (Tortricidae). De wetenschappelijke naam van de soort is voor het eerst geldig gepubliceerd in 2014 door Sun & Li.

## Type
- holotype: "male. 28-V-2002, leg. Xin-pu Wang, genitalia slide No. ZX07071"
- instituut: ICCLS in Nankai University, Tianjin, China
- typelocatie: "CHINA: Guizhou Province: Huguosi, Mt. Fanjing, 27°55’ N, 108°41’ E, 1390 m"